# Попілієва дорога

Римські дороги в провінції Італія
Попілієва дорога (Via Popilia)

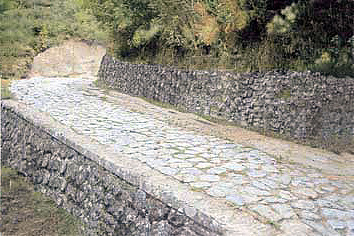
Ділянка Поппілієвої дороги в сучасній провінції Реджо-Калабрія.

Попілієва дорога (лат. Via Popilia; Via ab Regio ad Capuam;) — назва двох важливих римських доріг на території Італії, що були збудовані в 132 році до н. е. за консула Публія Попіллія Лената.

## Маршрут
Дорога на півдні Італії
Дорога відгалужувалась від Аппієвої дороги поблизу Капуа, йшла через Нолу, Nuceria Alfaterna (зараз Ночера-Інферіоре),  Салернум (лат. Salernum, зараз Салерно), Eburum (зараз Еболі).
Проходила через плоскогір'я Vallo di Diano, далі йшла через міста Муранум (лат. Muranum, зараз Морано-Калабро), Consentia (зараз Козенца), Вібону (лат. Vibona, зараз Вібо-Валентія), Нікотеру, Scyllaeum  (зараз Шилла) і закунчувалась в Регіумі (лат. Rhegium, зараз Реджо-Калабрія) на березі Мессінської протоки.
Дорога в північно-східній Італії
Дорога на північному сході Італії сполучала Арімін (сучасний Ріміні) з Атрією (сучасна Адрія). В Атрії він з’єднувався з Віа Аннія, яка йшла до Патавіума (сучасна Падуя), Альтінума та Аквілеї. Це було продовження Фламінієвої дороги, яка з'єднувала Рим і Арімін. Арімін також знаходився на перехресті з Емілієвої дорогою, яка пролягала через рівнину річки По. Ця північна Попілієва дорога не згадувалося в стародавніх джерелах. Її було ідентифіковано за віхою, знайденою поблизу Адрії в 1844 році. На ній було вказано ім’я людини, яка побудувала її, Пулій Попілій, і те, що дорога починалася за 81 милю південніше. Ця інформація разом із інформацією, наданою двома римськими маршрутами, Маршрутом Антоніна та Tabula Peutingeriana, призвела до ідентифікації цієї дороги як такої, що була побудована консулом Публієм Попілієм Лаєном, який був консулом у 132 р. до н.е. і починалась з міста Арімін.

## Lapis Pollae

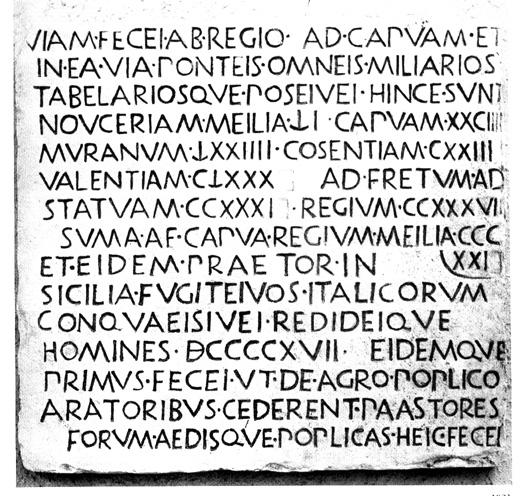
Lapis pollæ

Поблизу міста Полла був знайдений міліарій, який отримав назву Lapis Pollae, на якому зберігся напис
VIAM·FECEI·AB·REGIO·AD·CAPUAM·ET

IN·EA·VIA·PONTEIS·OMNEIS·MILIARIOS

TABELARIOSQUE·POSEIVEI·HINCE·SUNT

NOUCERIAM·MEILIA·LI·CAPUAM·XXCIIII

MURANUM·LXXIIII·COSENTIAM·CXXIII

VALENTIAM·CLXXX      AD·FRETUM·AD

STATUAM·CCXXXI    ·REGIUM·CCXXXVII

SUMA·AF·CAPUA·REGIUM·MEILIA·CCCXXI

ET·EIDEM·PRAETOR·IN

SICILIA·FUGITEIVOS·ITALICORUM

CONQUAEISIVEI·REDIDEIQUE

HOMINES·DCCCCXVII·EIDEMQUE

PRIMUS·FECEI·UT·DE·AGRO·POPLICO

ARATORIBUS·CEDERENT·PASTORES

FORUM·AEDISQUE·POPLICAS·HEIC·FECEI